# إمبريال تي كورت
إمبريال تي كورت Imperial Tea Court شركة شاي أمريكية.
تستورد أنواع الشاي المختلفة من الصين والهند وتايوان واليابان، وتورده إلى متاجر الجملة والتجزئة في الولايات المتحدة.
افتتحت أول مقهى شاي في الحي الصيني في سان فرانسيسكو، والذي يقدم الشاي الأسود والأخضر والأبيض والأصفر وشاي الياسمين.
وهذا المقهى معروف بأسلوبه التقليدي في تقديم الشاي.